# Encausse
Encausse è un comune francese di 384 abitanti nel dipartimento del Gers, regione dell'Occitania.

## Società

### Evoluzione demografica
Abitanti censiti